# Bandera de Jardín América
La bandera de Jardín América, Misiones, provincia de Argentina, se implementó a través de una ordenanza establecida por el Concejo Deliberante de la ciudad.
Está conformada por los colores celeste, blanco, rojo y verde. Es el pabellón que representa a esta localidad, y que junto con el escudo tiene la categoría de símbolo municipal.
Es el símbolo más reciente de la comuna y fue aprobado por ordenanza del año 1999. Sus colores simbolizan el verde la selva misionera, el rojo por la tierra colorada que caracteriza el suelo de la provincia de Misiones y, finalmente, el blanco y el celeste colores tomados de la bandera nacional.